# Al-Mahwit (provins)
al-Mahwit (arabiska: المحويت) är en provins strax nordväst om Sana i Jemen. Den administrativa huvudorten är al-Mahwit.
Provinsen har 494 557 invånare och en yta på 2 330 km².

## Distrikt
- Bani Sa'd
- Hufash
- al-Khabt
- al-Mahwait
- al-Mahwait City
- Milhan
- ar-Rujum
- Shibam Kawkaban
- at-Tawilah